# Betreuungsrechtliche Praxis
Die Betreuungsrechtliche Praxis (BtPrax) ist eine deutsche juristische Fachzeitschrift speziell für das dortige Betreuungsrecht. Sie war ursprünglich die erste Zeitschrift für dieses Rechtsgebiet und trägt den Untertitel: „Zeitschrift für soziale Arbeit, gutachterliche Tätigkeit und Rechtsanwendung in der Betreuung“.
Sie erscheint seit 1992 sechsmal jährlich mit einer Druckauflage von 4.450 Exemplaren, davon werden 4.288 an Abonnenten ausgeliefert. Unregelmäßig werden zusätzlich Sonderhefte veröffentlicht, zuletzt im Sommer 2005 zum 2. Betreuungsrechtsänderungsgesetz und im Herbst 2006 mit einer Übersicht der Adressen aller Betreuungsbehörden und Betreuungsvereine.
Herausgeber ist der Bundesanzeiger-Verlag, Köln, gemeinsam mit dem Betreuungsgerichtstag e. V. Die Redaktion liegt bei Dagmar Brosey.
Wie ihr Untertitel ausweist, versteht sich die BtPrax als interdisziplinäre Fachzeitschrift für alle Fragen zum Betreuungsrecht, es werden also neben juristischen Themen auch psychologische und medizinische Fragen einbezogen. Viele der Hefte sind Schwerpunktthemen gewidmet, z. B. der Sterbehilfe, dem internationalen Betreuungsrecht oder dem Tod des Betreuten.
Neben Abhandlungen finden sich im Heft betreuungsrechtliche Buchbesprechungen, Hinweise des Betreuungsgerichtstages, des Bundesverbandes der Berufsbetreuer, Fortbildungshinweise und ein ausführlicher Rechtsprechungsteil.
2005 bis 2008 erschien im Bundesanzeiger-Verlag als „Ableger“ der BtPrax die Zeitschrift für professionelle Betreuungsarbeit (BtPlus) speziell für Praxisthemen der Betreuungsarbeit.